# Dore-l'Église
Dore-l'Église est une commune française située dans le département du Puy-de-Dôme en région Auvergne-Rhône-Alpes.

## Géographie

### Localisation
Dore-l'Église est située au sud-est du département du Puy-de-Dôme.

#### Lieux-dits et écarts
Collanges, Gardelles, la Sausse, le Béal, le Bourg, la Chaux, le Luminier, le Meynial, le Sault, le Verdelet, Périssanges, Rayraguet, Telheyres, Varette.

#### Communes limitrophes
Ses communes limitrophes sont :
| Arlanc                  |                                       | Medeyrolles                          |
| Mayres                  | Dore-l'Église                         |                                      |
| Malvières (Haute-Loire) | Saint-Victor-sur-Arlanc (Haute-Loire) | Saint-Jean-d'Aubrigoux (Haute-Loire) |

### Voies de communication et transports
La commune est traversée par les routes départementales 906 (liaison du Puy-en-Velay à Arlanc, Ambert, Thiers et Vichy), 202 (vers Craponne-sur-Arzon) et 202a (vers Malvières, Saint-Victor-sur-Arlanc et Bonneval).

### Climat
Pour des articles plus généraux, voir Climat d'Auvergne-Rhône-Alpes et Climat du Puy-de-Dôme.
En 2010, le climat de la commune est de type climat des marges montargnardes, selon une étude du Centre national de la recherche scientifique s'appuyant sur une série de données couvrant la période 1971-2000. En 2020, Météo-France publie une typologie des climats de la France métropolitaine dans laquelle la commune est exposée à un climat de montagne ou de marges de montagne et est dans la région climatique  Nord-est du Massif Central, caractérisée par une pluviométrie annuelle de 800 à 1 200 mm, bien répartie dans l’année. 
Pour la période 1971-2000, la température annuelle moyenne est de 9,7 °C, avec une amplitude thermique annuelle de 16,3 °C. Le cumul annuel moyen de précipitations est de 855 mm, avec 9,3 jours de précipitations en janvier et 7,1 jours en juillet. Pour la période 1991-2020, la température moyenne annuelle observée sur la station météorologique de Météo-France la plus proche, « Félines_sapc », sur la commune de Félines à 12 km à vol d'oiseau, est de 7,5 °C et le cumul annuel moyen de précipitations est de 930,5 mm,. Pour l'avenir, les paramètres climatiques de la commune estimés pour 2050 selon différents scénarios d'émission de gaz à effet de serre sont consultables sur un site dédié publié par Météo-France en novembre 2022.

## Urbanisme

### Typologie
Au 1er janvier 2024, Dore-l'Église est catégorisée commune rurale à habitat très dispersé, selon la nouvelle grille communale de densité à sept niveaux définie par l'Insee en 2022.
Elle est située hors unité urbaine. Par ailleurs la commune fait partie de l'aire d'attraction d'Ambert, dont elle est une commune de la couronne,. Cette aire, qui regroupe 29 communes, est catégorisée dans les aires de moins de 50 000 habitants,.

### Occupation des sols
L'occupation des sols de la commune, telle qu'elle ressort de la base de données européenne d’occupation biophysique des sols Corine Land Cover (CLC), est marquée par l'importance des territoires agricoles (52,2 % en 2018), en diminution par rapport à 1990 (53,6 %). La répartition détaillée en 2018 est la suivante : 
forêts (46,3 %), prairies (31,6 %), zones agricoles hétérogènes (20,6 %), zones urbanisées (1,5 %). L'évolution de l’occupation des sols de la commune et de ses infrastructures peut être observée sur les différentes représentations cartographiques du territoire : la carte de Cassini (XVIIIe siècle), la carte d'état-major (1820-1866) et les cartes ou photos aériennes de l'IGN pour la période actuelle (1950 à aujourd'hui).

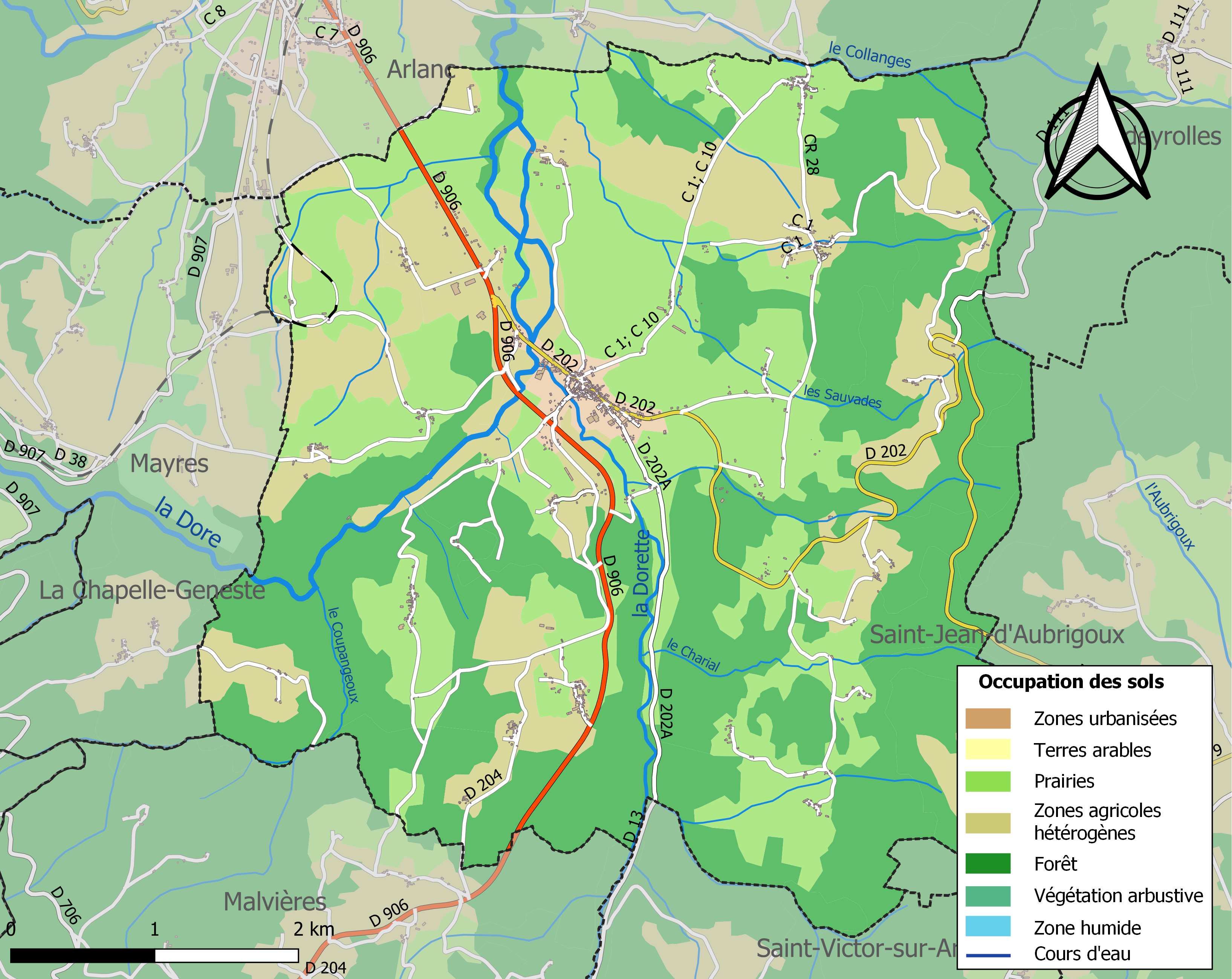
Carte des infrastructures et de l'occupation des sols de la commune en 2018 (CLC).

## Toponymie
Son nom existe aussi en auvergnat, autrefois parlé localement, sous la forme Dòra la Gleisa en graphie classique, Dorà là Gleisà en écriture auvergnate unifiée et Doro lo Gleiso en graphie mistralienne (prononciation phonétique).

## Politique et administration
| Période                                  | Période                    | Identité            | Étiquette | Qualité |
| ---------------------------------------- | -------------------------- | ------------------- | --------- | --- |
| Les données manquantes sont à compléter. |                            |                     |           | |
| avant 1995                               | En cours (au 12 août 2020) | Jean-Claude Daurat, | PS        | Professeur des écoles, retraité Conseiller général du canton d'Arlanc (2001-2015) Président de la communauté de communes Ambert Livradois Forez (2017-2020) |

## Population et société

### Démographie
L'évolution du nombre d'habitants est connue à travers les recensements de la population effectués dans la commune depuis 1793. Pour les communes de moins de 10 000 habitants, une enquête de recensement portant sur toute la population est réalisée tous les cinq ans, les populations de référence des années intermédiaires étant quant à elles estimées par interpolation ou extrapolation. Pour la commune, le premier recensement exhaustif entrant dans le cadre du nouveau dispositif a été réalisé en 2004.

En 2022, la commune comptait 664 habitants, en évolution de +6,92 % par rapport à 2016 (Puy-de-Dôme : +2,1 %, France hors Mayotte : +2,11 %).
| 1793  | 1800  | 1806  | 1821  | 1831  | 1836  | 1841  | 1846  | 1851  |
| ----- | ----- | ----- | ----- | ----- | ----- | ----- | ----- | ----- |
| 1 705 | 1 548 | 1 865 | 1 850 | 2 012 | 2 091 | 2 085 | 2 144 | 2 020 |

| 1856  | 1861  | 1866  | 1872  | 1876  | 1881  | 1886  | 1891  | 1896  |
| ----- | ----- | ----- | ----- | ----- | ----- | ----- | ----- | ----- |
| 2 017 | 2 093 | 2 047 | 2 088 | 2 080 | 2 028 | 1 949 | 1 945 | 1 897 |

| 1901  | 1906  | 1911  | 1921  | 1926  | 1931  | 1936  | 1946  | 1954 |
| ----- | ----- | ----- | ----- | ----- | ----- | ----- | ----- | ---- |
| 1 783 | 1 718 | 1 618 | 1 308 | 1 335 | 1 160 | 1 124 | 1 021 | 886  |

| 1962 | 1968 | 1975 | 1982 | 1990 | 1999 | 2004 | 2006 | 2009 |
| ---- | ---- | ---- | ---- | ---- | ---- | ---- | ---- | ---- |
| 806  | 758  | 686  | 638  | 712  | 672  | 651  | 653  | 634  |

| 2014 | 2019 | 2022 | - | - | - | - | - | - |
| ---- | ---- | ---- | - | - | - | - | - | - |
| 628  | 656  | 664  | - | - | - | - | - | - |

## Culture locale et patrimoine

### Lieux et monuments
- L'église Saint-Blaise de Dore-l'Église présente un superbe portail roman à archivolte polylobée. C’est porte en bois de grande taille avec une armature en fer forgé proviendrait selon la légende locale du château de Belles Filles, qui aurait été offert par les filles du seigneur qui y régne après que celui-ci qui avait l’habitude de se faire attendre à la messe fut un jour surpris de voir que celle-ci avait commencé sans lui, il ordonna donc la décapitation du prêtre. Le soir même les foudres frapperons le château qui est en brûlera.      On y retrouve à la gauche des marches d’escalier une stèle romaine commémorative au nom de        « Préscini » « MEMORI PRESCINI » les inscriptions « DM » sont également à noter au sommet de la stèle. Elle fut déplacée du bas des marche jusqu’à son emplacement actuel.
- À Arlanc (4 km) halte de la ligne touristique du Livradois-Forez, exploitée par AGRIVAP Les trains de la découverte, en saison.

### Patrimoine naturel
La commune de Dore-l'Église est adhérente du parc naturel régional Livradois-Forez.

### Personnalités liées à la commune
- François Caprais de Brignon (1733-1795), curé de Dore-l'Église, député du tiers état aux États généraux de 1789.